# Tetragnatha vermiformis
Tetragnatha vermiformis là một loài nhện trong họ Tetragnathidae.
Loài này thuộc chi Tetragnatha. Tetragnatha vermiformis được miêu tả năm 1884 bởi Emerton.